# بين ويليامسون
بين ويليامسون (بالإنجليزية: Ben Williamson)‏ (25 ديسمبر 1988 في المملكة المتحدة - ) هو لاعب كرة قدم بريطاني في مركز الهجوم. لعب مع بورت فايل وكامبريدج يونايتد ونادي بورنموث ونادي غيلينغهام ونادي هايد إف سي ونادي وورثينغ وJerez Industrial CF ‏.

## وصلات خارجية
- بين ويليامسون على موقع قاعدة بيانات كرة القدم.إي يو (الإنجليزية)
- بين ويليامسون على موقع Soccerbase.com (لاعب) (الإنجليزية)
- بين ويليامسون على موقع Soccerway.com (الإنجليزية)